# Margaret Mitchell (Politikerin, 1952)

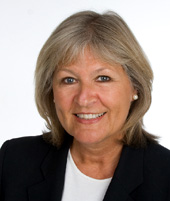
Margaret Mitchell

Margaret Mitchell (* 15. November 1952 in Coatbridge) ist eine schottische Politikerin und Mitglied der Conservative Party.

## Leben
Mitchell besuchte die Coatbridge High School und das Jordanhill College. Anschließend erhielt sie einen Bachelorabschluss von der Open University und schloss an der Universität von Strathclyde im Fach Jura ab. Dann erhielt sie ein pädagogisches Diplom bei dem Hamilton Teacher Training. Zwischen 1974 und 1990 war sie als Lehrerin tätig.

## Politischer Werdegang
Zwischen 1999 und 2003 war Mitchell Beraterin des Conservative-Vorsitzenden David McLetchie und des Politikers James Douglas-Hamilton. Bei den Schottischen Parlamentswahlen 1999 trat Mitchell als Kandidatin der Conservative Party für den Wahlkreis Hamilton South an. Sie konnte jedoch nur die dritthöchste Stimmenanzahl erreichen. Auf Grund des Wahlergebnisses zog sie aber als Abgesandte der Wahlregion Central Scotland über die Regionalliste in das neugeschaffene Schottische Parlament ein. Bei den folgenden Parlamentswahlen 2003 und 2007 kandidierte Mitchell wieder für Hamilton South konnte ihren Stimmenanteil jedoch nicht signifikant erhöhen. In beiden Fällen behielt sie wiederum als Abgesandte von Central Scotland ihren Parlamentssitz. Im Zuge der Wahlkreisreform 2011 wurde der Wahlkreis Hamilton South abgeschafft. Fortan kandidierte Mitchell für den neugeschaffenen Wahlkreis Hamilton, Larkhall and Stonehouse. Bei den Parlamentswahlen 2011 und 2016 erhielt Mitchell in ihrem Wahlkreis jeweils nur die dritthöchste Stimmenanzahl, zog jedoch abermals über die Regionalliste in das Parlament ein.